# روبرتو سارایوا فاگوندس
روبرتو سارایوا فاگوندس (به پرتغالی: Roberto Saraiva Fagundes) مهاجم اهل برزیل است که در شهر Sapucaia do Sul و در تاریخ ۵ فوریهٔ ۱۹۸۳ به دنیا آمده‌است.
روبرتو سارایوا فاگوندس در تیم‌های فوتبال باشگاه ورزشی اینترناسیونال سابقهٔ حضور دارد.